# Ars Conjectandi
Ars Conjectandi (z łac. Sztuka przewidywania) – książka o kombinatoryce i matematycznym prawdopodobieństwie napisana przez Jakoba Bernoulliego i opublikowana w osiem lat po jego śmierci, w 1713, przez jego bratanka Niklausa Bernoulliego. Dzieło uważane jest za przełomowe, konsolidujące wiele kombinatorycznych tematów oraz zagadnień z teorii prawdopodobieństwa, jak na przykład pierwsza wersja prawa wielkich liczb. Stanowi podwaliny dla opisywanych zagadnień. Uznane zostało przez wielu historyków matematyki za kamień milowy nie tylko w prawdopodobieństwie, lecz w całej kombinatoryce. Praca ta miała wielki wpływ na ówczesnych i późniejszych matematyków, na przykład Abrahama de Moivre’a.
Bernoulli napisał dzieło między 1684 a 1689, bazując na pracach takich matematyków jak: Christiaan Huygens, Gerolamo Cardano, Pierre de Fermat i Blaise Pascal. Wprowadził podstawowe pojęcia kombinatoryczne, takie jak: teoria permutacji i kombinacji oraz problemy powiązane ze wzrostem, na przykład uzyskiwanie i własności tytułowych liczb Bernoulliego. Główne pojęcia z prawdopodobieństwa, takie jak wartość oczekiwana, stanowiły również znaczną część tego ważnego dzieła.

## Tło

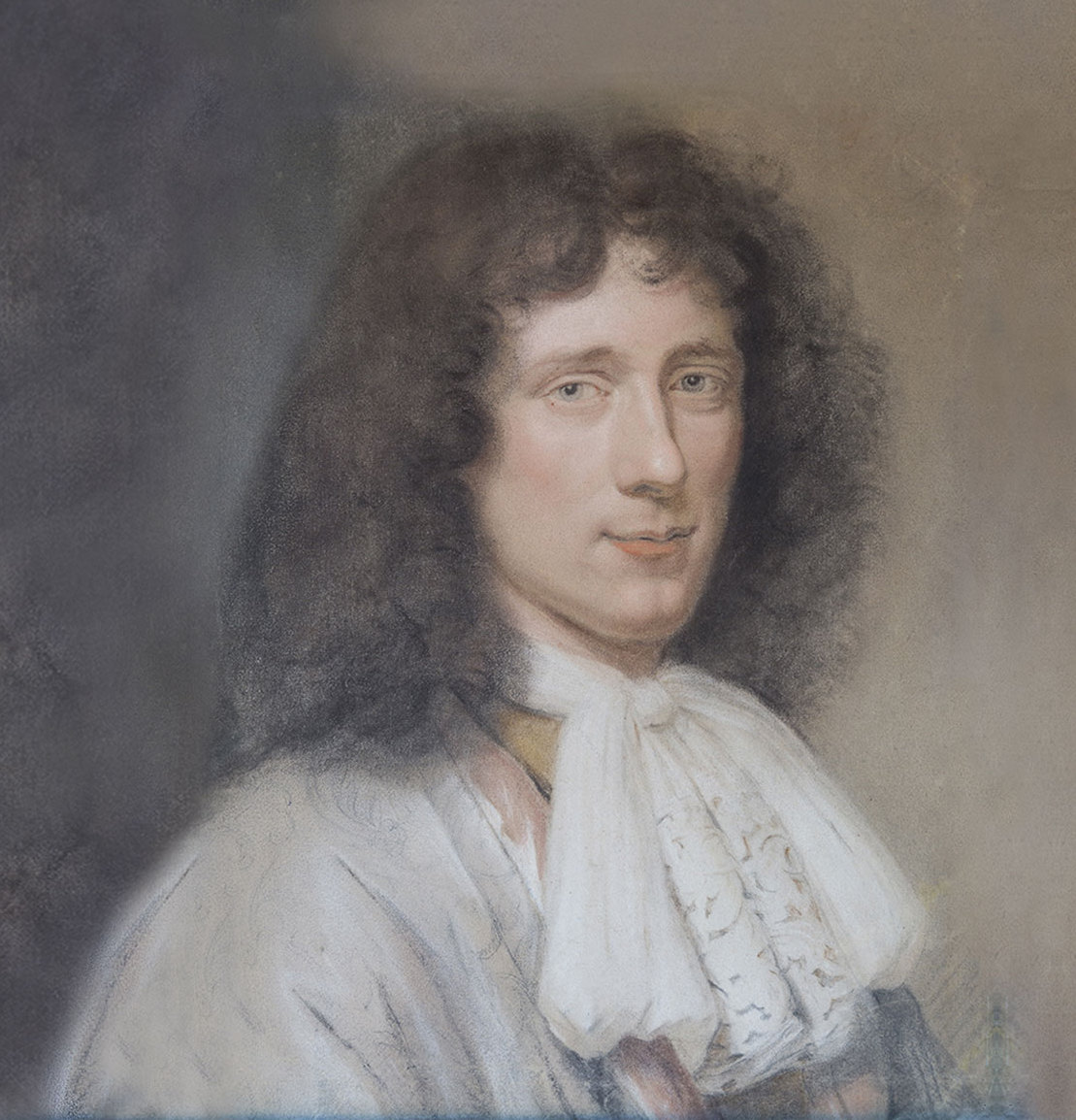
Christiaan Huygens opublikował pierwsze traktaty na temat prawdopodobieństwa

W Europie pierwsze formalne definicje z zakresu prawdopodobieństwa stworzył w XVI w. Gerolamo Cardano, który zainteresował się tą gałęzią matematyki z uwagi na swoją skłonność do hazardu. Sformułował to, co obecnie nazywa się klasyczną definicją prawdopodobieństwa: jeśli zdarzenie losowe ma {\displaystyle a} możliwych zdarzeń elementarnych i wybrane zostanie dowolne {\displaystyle b(b\leqslant a),} to prawdopodobieństwo, że zajdzie dowolne zdarzenie, które ma {\displaystyle b} możliwych rozwiązań, wynosi {\displaystyle {\begin{smallmatrix}{\frac {b}{a}}\end{smallmatrix}}.} Jednak rzeczywisty wpływ Cardana nie był duży, napisał bowiem jedynie jedną pracę związaną z zagadnieniem prawdopodobieństwa (w 1525), zatytułowaną Liber de ludo aleae, która została wydana już po jego śmierci, w 1663.
1654 jest datą, którą historycy przyjmują za początek rozwoju nowoczesnej teorii prawdopodobieństwa. W tym roku dwaj najbardziej znani ówcześni matematycy Blaise Pascal i Pierre de Fermat rozpoczęli korespondencyjną dyskusję na ten temat. Sprowokował ją paryski hazardzista Antoine Gombaud, który wcześniej tego roku wysłał zapytania do Pascala i innych matematyków na temat praktycznych zastosowań niektórych z tych teorii. W szczególności poruszył problem sprawiedliwego podziału w dwuosobowej grze, w której nagroda musi być podzielona między graczy stosownie do uzyskanych wyników po jej zakończeniu. Owoce korespondencji między Pascalem a Fermatem zainteresowały innych matematyków. Jednym z nich był Christiaan Huygens, którego De ratiociniis in aleae ludo pojawił się w 1657 jako ostatni rozdział Exercitationes Matematicae Vana Schootena. W 1665 pośmiertnie opublikowano wyniki Pascala na temat trójkąta nazwanego jego imieniem, ważnego pojęcia z kombinatoryki. Powoływał się on na ten trójkąt w swoim dziele Traité du triangle arithmétique, nazywając go „arytmetycznym”.
W 1662 w Paryżu anonimowo została wydana książka La Logique ou l’Art de Penser . Przypuszczalnymi autorami byli Antoine Arnauld i Pierre Nicole, dwaj wiodący przedstawiciele jansenizmu, którzy pracowali razem z Blaise’em Pascalem. Łaciński tytuł dzieła to Ars cogitandi i była to w tym czasie popularna książka o logice. Ars cogitandi składała się z czterech części. W ostatniej z nich opisano, jak radzić sobie z podejmowaniem decyzji w przypadku niepewności przez rozważanie analogii do gier hazardowych i jawnego wprowadzenia pojęcia mierzalnego prawdopodobieństwa  .
W 1662 również w dziedzinie statystyki i stosowanego prawdopodobieństwa John Graunt opublikował Natural and Political Observations Made upon the Bills of Mortality, rozpoczynając taką dyscyplinę nauki jak demografia. W pracy tej znaleźć można między innymi: statystyczną estymację populacji Londynu, tablice śmiertelności, prawdopodobieństwo przeżycia w różnych grupach wiekowych, analizę różnych przyczyn śmierci ze wskazaniem na fakt, że roczna liczba samobójstw i wypadków jest stała, oraz poruszony został temat poziomu i stabilności stosunku płci. Przydatność i interpretacja tabel Graunta była dyskutowana w szeregu korespondencji między braćmi Ludwigiem i Christiaanem Huygensem w 1667, w której zdali sobie sprawę z różnicy między estymacją średniej i mediany. Christian nawet interpolował tabele śmiertelności Graunta gładką krzywą, tworząc pierwszy ciągły rozkład prawdopodobieństwa, lecz ich korespondencja nie była opublikowana. Następnie w 1671 Johan de Witt, późniejszy premier Holandii, opublikował podobny materiał w swej pracy Waerdye van Lyf-Renten, w której zastosował pojęcia statystyczne do określenia długości życia dla praktycznych celów politycznych. Był to dowód na to, że ta nowa gałąź matematyki miała znaczące zastosowanie praktyczne. Praca de Witta nie była szeroko rozpowszechniona poza Holandią, co może być skutkiem odsunięcia od władzy i zamordowania przez tłum w 1672. Oprócz praktycznego wkładu z tych dwóch prac wyłania się również po raz pierwszy pomysł, że prawdopodobieństwo może być przypisane do zdarzeń nieodwracalnych lub niepowtarzalnych, jak na przykład szansa śmierci w pewnym wieku, w przeciwieństwie do rzutu kostką lub monetą przez zliczanie częstości występowania uzyskanych wyników. Tak więc prawdopodobieństwo może być czymś więcej niż tylko kombinatoryką .

## RozwójArs Conjectandi

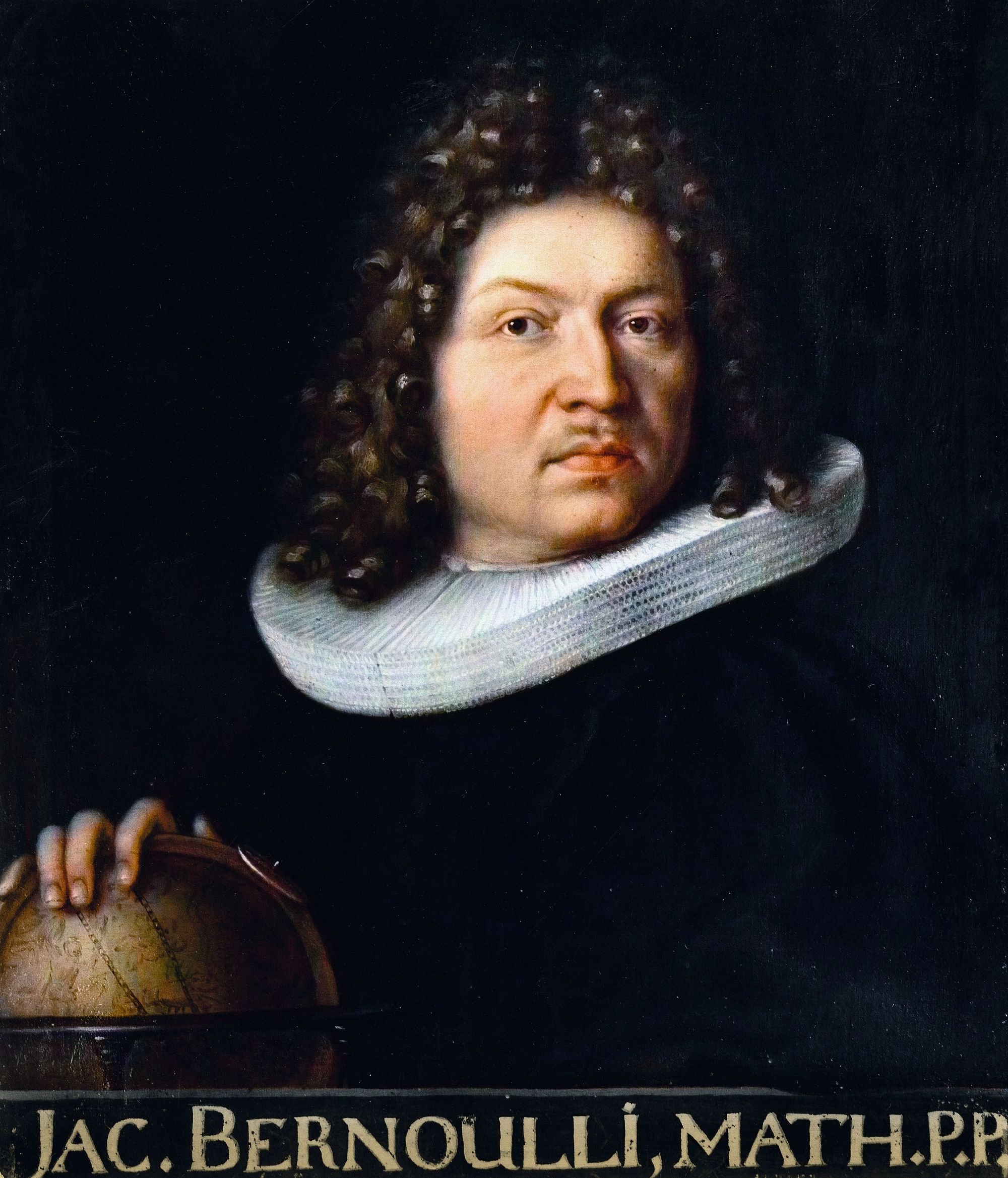
Portret Jakoba Bernoulliego w 1687

Bernoulli napisał Ars Conjectandi w latach 1684–1689, co odnotowywał w swoim pamiętniku Meditationes . Kiedy zaczynał pracę w 1684 w wieku 30 lat, będąc zaintrygowany problemami kombinatorycznymi i probabilistycznymi, Bernoulli nie znał jeszcze ani pracy Pascala o „trójkącie arytmetycznym”, ani pracy de Witta o zastosowaniach teorii prawdopodobieństwa. Nawet wystosował prośbę do swojego znajomego Gottfrieda Leibniza aby mu udostępnił kopię pracy de Witta, lecz on mu jej nie dostarczył. Jednak Leibniz zapewnił dostęp do prac Pascala i Huygensa, a zatem Ars Conjectandi jest zbudowane w dużej mierze na ich podstawie. Oprócz tych prac Bernoulli z pewnością posiadał lub przynajmniej znał treść wtórnych źródeł La Logique ou l’Art de Penser, jak również Bills of Mortality Graunta, gdyż umieszczał wyraźne odniesienia do tych dwóch prac.
Postęp prac Bernoulliiego można prześledzić, wykorzystując Meditationes. Dzięki jego „odkryciu” całą twórczą pracę można podzielić na trzy okresy różniące się celami i czasem. Pierwszy okres, lata 1684–1685, jest poświęcony studiowaniu problemów dotyczących gier losowych przedstawionych przez Christiaana Huygensa. W trakcie drugiego okresu (1685–1686) badania są rozszerzone na procesy, w których prawdopodobieństwo nie jest znane a priori, ale może być określone a posteriori. Ostatecznie w trzecim okresie (1687–1689), problem pomiaru prawdopodobieństwa zostaje rozwiązany .
Zanim Bernoulli opublikował swoje Ars Conjectandi, wydał szereg traktatów związanych z prawdopodobieństwem:
- Parallelismus ratiocinii logici et algebraici, Bazylea, 1685.
- W czasopiśmie Journal des Sçavans 1685 (26 VIII), s. 314 pojawiają się dwa problemy dotyczące prawdopodobieństwa wygranej każdego z dwóch graczy w grze w kości[16]. Rozwiązania zostały opublikowane w Acta Eruditorum w maju 1690, s. 219–223 w artykule Quaestiones nonnullae de usuris, cum solutione Problematis de Sorte Alearum. Dodatkowo, również Leibniz opublikował swoje rozwiązanie w tym samym czasopiśmie na stronach 387–390.
- Theses logicae de conversione et oppositione enunciationum, publiczny wykład dostarczony do Bazylei, 12 lutego 1686. Twierdzenia XXXI do XL są powiązane z teorią prawdopodobieństwa.
- De Arte Combinatoria Oratio Inauguralis, 1692.
- Lettre à un amy sur les parties du jeu de paume[f], opublikowany w Ars Conjectandi w 1713.

W latach 1703–1705 z Jakobem korespondował Leibniz, który dowiedział się o jego odkryciach z prawdopodobieństwa od jego brata Johanna . Leibniz przeprowadził przemyślaną krytykę prawa wielkich liczb Bernoulliego, lecz nie dostarczył mu prac de Witta na temat rent, na których tak Bernoulliemu zależało . Bernoulli chciał zapoznać się z pracą de Witta w celu wykazania, że kombinatoryka i teoria prawdopodobieństwa mogą mieć liczne rzeczywiste zastosowania we wszystkich aspektach życia społecznego i będą służyć jako rygorystyczna metoda logicznego rozumowania w przypadku niewystarczających dowodów na sprawach sądowych lub sądach moralnych. Wyrażał również nadzieję, że teoria prawdopodobieństwa może dostarczyć kompleksowe i spójnie metody rozumowania, gdzie zwykłe rozumowanie może być przytłoczone złożonością sytuacji . Z tego narodził się tytuł dzieła Ars Conjectandi, połączenie pojęcia ars inveniendi ze scholastyki, z którego Bernoulli zaczerpnął słownictwo i koncepcje wraz ze wskazaniem na kontynuację i uzupełnienie wcześniejszej Ars Cogitandi .
Bernoulli zdefiniował „sztukę przewidywania” w rozdziale II części IV w Ars Conjectandi słowami:

Sztuka pomiaru prawdopodobieństwa rzeczy tak dokładnie, jak to możliwe, która umożliwia nam we wszystkich naszych osądach i działaniach dokonywanie takiego wyboru, który jest lepszy, bardziej satysfakcjonujący, bezpieczniejszy lub pozwala na dokładniejszą analizę.

Rozwój książki został zakończony przez śmierć Bernoulliego w 1705, stąd książka jest merytorycznie niekompletna w porównaniu do oryginalnej wizji autora. Kłótnia z jego młodszym bratem Johannem, który był najbardziej kompetentną osobą mogącą dokończyć projekt Jacoba, uniemożliwiła zdobycie rękopisu przez Johanna. Dzieci Jacoba nie były matematykami i nie mogły się podjąć redakcji i publikacji rękopisu. Ostatecznie opublikowanie rękopisu udało się w 1713 jego bratankowi Niklausowi, 8 lat po śmierci Jacoba w 1705.

## Zawartość

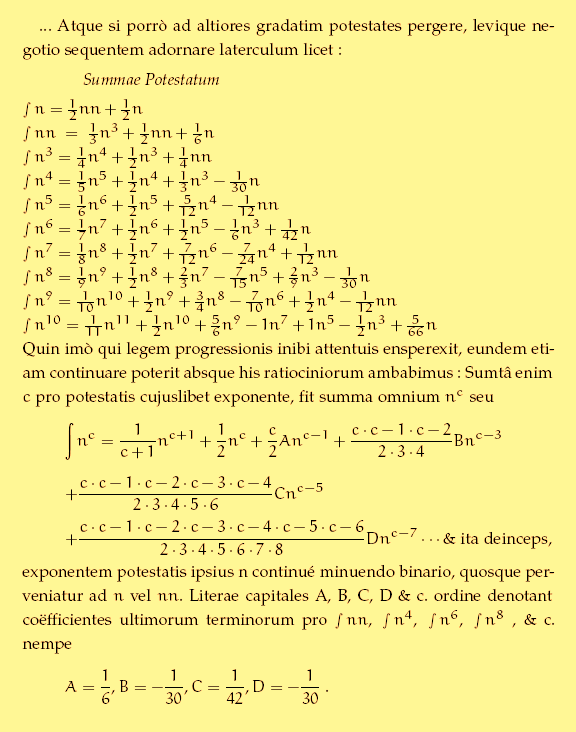
Widok strony z Ars Conjectandi przedstawiający wzór Bernoulliego na sumę potęg liczb całkowitych. Ostatnia linia podaje liczby nazwane jego imieniem

Oryginalna praca Bernoulliego została wydana po łacinie i jest podzielona na cztery części. Obejmuje ona przede wszystkim jego teorie permutacji i kombinacji – standardowe podstawy dzisiejszej kombinatoryki. Omawia również motywację i zastosowanie ciągu liczb, które obecnie noszą jego imię, bardziej związanego z teorią liczb niż prawdopodobieństwem, i są jednym z jego ważniejszych osiągnięć.
Pierwsza część jest dogłębnym wyjaśnieniem De ratiociniis in aleae ludo Huygensa. W tej sekcji Bernoulli dostarcza rozwiązania na pięć problemów, które Huygens umieścił na końcu swojej pracy. W szczególności rozwinął koncepcję wartości oczekiwanej, czyli średniej ważonej po wszystkich możliwych wynikach zdarzenia. Huygens przedstawił następujący wzór:
{\displaystyle E={\frac {p_{0}a_{0}+p_{1}a_{1}+p_{2}a_{2}+\ldots +p_{n}a_{n}}{p_{0}+p_{1}+\ldots +p_{n}}}.}
W tym wzorze {\displaystyle E} jest wartością oczekiwaną, {\displaystyle p_{i}} są prawdopodobieństwami z jakimi są uzyskiwane wartości, a {\displaystyle a_{i}} są osiągniętymi wartościami. Bernoulli unormował wartość oczekiwaną zakładając, że {\displaystyle p_{i}} są prawdopodobieństwami z wszystkich rozłącznych wyników, czyli przyjmując, że {\displaystyle p_{0}+p_{1}+\ldots +p_{n}=1.} Inną rozwiniętą kluczową teorią w tej części jest prawdopodobieństwo osiągnięcia założonej liczby sukcesów z wielu zdarzeń binarnych, obecnie nazwane próbą Bernoulliego, po uwzględnieniu, że sukces każdego zdarzenia jest taki sam. Bernoulli wykazał metodą indukcji matematycznej, że mając daną liczbę korzystnych wyników {\displaystyle a} z każdego zdarzenia, liczbę wszystkich wyników {\displaystyle b} w każdym zdarzeniu, żądaną liczbę udanych wyników {\displaystyle d} oraz liczbę zdarzeń {\displaystyle e} to prawdopodobieństwo uzyskania {\displaystyle d} wynosi
{\displaystyle P=\sum _{i=0}^{e-d}{\binom {e}{d+i}}\left({\frac {a}{b}}\right)^{d+i}\left({\frac {b-a}{b}}\right)^{e-d-i}}
Pierwsza część kończy się tym, co obecnie znane jest jako rozkład zero-jedynkowy.
Druga część rozszerza się na wyliczenia i systematyczne numerowanie obiektów. To właśnie w tej części zostały uszczegółowione dwa pojęcia permutacje i kombinacje, wprowadzone wcześniej dla celów teorii prawdopodobieństwa. Bernoulli podał pierwszy nieindukcyjny dowód wzoru dwumianowego, używając tez kombinatorycznych. Na marginesie omówiony został również bardziej odległy od kombinatoryki ogólny wzór na sumę potęg całkowitych. Wolne współczynniki z tego wzoru, które nazwano liczbami Bernoulliego, miały wpływ na późniejszą pracę Abrahama de Moivre’a oraz znalazły liczne zastosowania w teorii liczb.
W trzeciej części Bernoulli stosuje probabilistyczne techniki z pierwszej części do wspólnych gier losowych w karty lub kości. Co ciekawe, nie czuje potrzeby podania reguł i celów gier, które analizuje. Przedstawia problemy prawdopodobieństwa powiązane z tymi grami oraz uogólnia je po ich rozwiązaniu. Na przykład problem dotyczący oczekiwanej liczby „figur” (walet, dama, król) jakie można uzyskać w pięciokartowym rozdaniu ze standardowej talii 52 kart zawierającej 12 takich figur, można uogólnić na talię liczącą {\displaystyle a} kart, która zawiera {\displaystyle b} figur oraz {\displaystyle c} kart w rozdaniu.
W czwartej części kontynuowany jest trend zastosowań praktycznych przez omówienie zastosowań prawdopodobieństwa do civilibus, moralibus i oeconomicis, czyli decyzji osobistych, sądowych i finansowych. W tej sekcji Bernoulli różni się od szkoły myślenia znanej jako prawdopodobieństwo obiektywne, które określa prawdopodobieństwo w sensie empirycznym. Na poparcie podał wyniki zbliżone do prawa wielkich liczb, w którym opisał, że przewidywane wyniki będą tym dokładniejsze im więcej zostanie przeprowadzonych prób, w przeciwieństwie do prawdopodobieństwa zdefiniowanego uprzednio metodą częstotliwościową. Bernoulli był bardzo dumny z tych wyników, które nazwał swoim „złotym twierdzeniem” i podkreślał, że był to „problem, którym zajmował się od dwudziestu lat”. Ta wczesna wersja prawa jest dziś znana jako twierdzenie Bernoulliego lub słabe prawo wielkich liczb, gdyż jest mniej rygorystyczne i nie tak ogólne jak jego współczesna wersja
Po tych czterech objaśniających sekcjach, jakby po namyśle, Bernoulli dołączył do Ars Conjectandi traktat o rachunku różniczkowym i całkowym, który dotyczył szeregów nieskończonych. Był to przedruk pięciu rozpraw, które opublikował w latach 1686–1704.

## Dziedzictwo
Ars Conjectandi jest uważana za kamień milowy w kombinatoryce i dzieło stanowiące podwaliny matematycznego prawdopodobieństwa. Między innymi, antologia wielkich dzieł matematycznych opublikowana przez Elsevier i redagowana przez historyka Ivora Grattana-Guinnessa opisuje badania określone w pracy jako „[zajmujące] matematyków przez cały XVIII i XIX wiek” – wpływ trwający trzy stulecia. Statystyk Anthony Edwards, pisząc o „gruntownej znajomości wielu aspektów [kombinatoryki]”, pochwalił nie tylko przełomową treść książki, ale również formę: „[Ars Conjectandi] jest bardzo dobrze napisaną książką, świetnie zbudowaną”. Chyba jeden z najbardziej ostatnio zauważalnych i popularnych historyk i topolog William Dunham nazwał dokument „kolejnym kamieniem milowym w teorii prawdopodobieństwa [po pracy Cardano]”, jak również „arcydziełem Jakoba Bernoulliego”. To znacznie wspomogło to co Dunham opisuje jako „ustaloną na długo reputacją Bernoulliego”.

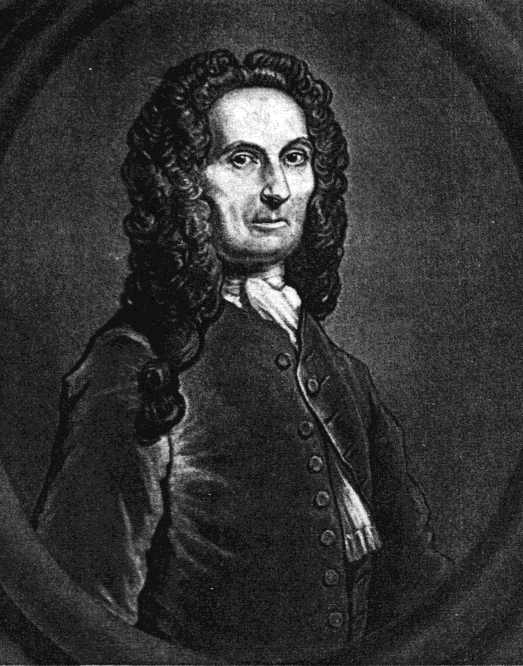
Praca Abrahama de Moivre’a w części pochodziła od pracy Bernoulliego

Prace Bernoulliiego wpłynęły na wielu ówczesnych i późniejszych matematyków. Nawet traktaty o rachunku różniczkowym i całkowym były często cytowane; zwłaszcza przez szkockiego matematyka Colina Maclaurina. Program Jacoba w zastosowaniu jego sztuki przewidywania w życiowych sprawach praktycznych, który zakończyła jego śmierć w 1705, był kontynuowany przez jego bratanka Nicolausa Bernoulliego, po dosłownym przepisaniu wybranych części z Ars Conjectandi do jego własnej rozprawy zatytułowanej De Usu Artis Conjectandi in Jure, która została opublikowana w 1709 . Ostatecznie Nicolas zredagował i pomógł w publikacji Ars conjectandi w 1713. Później Nicolaus także redagował wszystkie dzieła Jacoba Bernoulliego, uzupełniając je o wyniki pobrane z pamiętnika Jacoba.
Pierre Rémond de Montmort we współpracy z Nicolausen Bernoullim napisał książkę o prawdopodobieństwie Essay d’analyse sur les jeux de hazard, która ukazała się w 1708 i może być uznana za rozszerzenie części III Ars Conjectandi omawiającej zastosowanie kombinatoryki i prawdopodobieństwa w analizie gier losowych powszechnie spotykanych w ówczesnych czasach. Abraham de Moivre także intensywnie zajmował się tym tematem w De mensura sortis: Seu de Probabilitate Eventuum in Ludis a Casu Fortuito Pendentibus z 1711 i jego rozszerzeniem w The Doctrine of Chances or, a Method of Calculating the Probability of Events in Play z 1718. Najgodniejszym osiągnięciem de Moivre’a w prawdopodobieństwie było odkrycie pierwszej wersji centralnego twierdzenia granicznego, dzięki któremu był w stanie przybliżyć rozkład dwumianowy, wykorzystując rozkład normalny. Aby to osiągnąć, de Moivre wyprowadził asymptotyczny ciąg dla funkcji silni (co obecnie nazywa się wzorem Stirlinga) i wzór Bernoulliego dla potęg liczbowych. Zarówno Montmort i de Moivre przyjęli termin prawdopodobieństwo od Jacoba Bernoulliego, który nie był używany we wszystkich wcześniejszych publikacjach na temat hazardu, a prace ich obu były niezmiernie popularne .
Udoskonalenie złotego twierdzenia Bernoulliego, dotyczącego zbieżności prawdopodobieństwa teoretycznego i empirycznego zostało podjęte przez wielu wybitnych matematyków jak Poisson, Czebyszow, Markow, Borel, Cantelli, Kołmogorow i Chinczyn. Pełny dowód prawa wielkich liczb dla dowolnej zmiennej losowej został ostatecznie dostarczony w pierwszej połowie XX wieku.
Pod znacznym pośrednim wpływem był Thomas Simpson, który osiągnął wyniki bardzo zbliżone do de Moivre’a. Według przedmowy w pracy Simpsona, jego dzieło było zależne od pracy de Moivre’a, który z kolei określił ją jako skróconą wersję swojej pracy. Thomas Bayes napisał esej omawiający teologiczne konsekwencje wyników de Moivre’a: jego rozwiązanie problemu, a mianowicie określenie prawdopodobieństwa zdarzenia przez jego względną częstotliwość zostało przez niego uznane za dowód istnienia Boga. Ostatecznie w 1812 Pierre Simon de Laplace opublikował swoją pracę Théorie analytique des probabilités, w której skonsolidował i wyłożył wiele podstawowych wyników z probabilistyki i statystyki jak funkcje tworzące momenty, metoda najmniejszych kwadratów, prawdopodobieństwo indukcyjne i testowanie hipotez, tym samym kończąc ostatni etap w rozwoju klasycznej teorii prawdopodobieństwa. Praca Bernoulliego wpłynęła nie tylko bezpośrednio lub pośrednio na rozmiar matematycznych badań nad kombinatoryką, lecz również na teologię.